# Beleg van Vannes
Het Beleg van Vannes vond plaats in het jaar 1342 en speelde zich af in vier fases. Het was een onderdeel van de Bretonse Successieoorlog en eindigde in een directe confrontatie tussen het Koninkrijk Frankrijk en het Koninkrijk Engeland in de Honderdjarige Oorlog. Paus Clemens VI was genoodzaakt tussen beide te komen.

## Achtergrond
De oorzaak van de Bretonse Successieoorlog was de dood van de kinderloze hertog Jan III van Bretagne in 1341. Karel van Blois, neef van koning Filips VI van Frankrijk en  Jan van Montfort, halfbroer van Jan III, eisten het Hertogdom Bretagne op. Tijdens het beleg van Nantes, mei 1341, werd Jan van Montfort door de troepen van Karel van Blois gevangengenomen. De stad Vannes koos partij voor het Huis Montfort.

## Beleg
- Eerste fase : Karel van Blois neemt de stad in.
- Tweede fase : Robert III van Artesië, neef van Jan III en Johanna van Vlaanderen, vrouw van Jan van Montfort, veroveren de stad.
- Derde fase : Olivier IV de Clisson, oom van Johanna van Bretagne, vrouw van Karel van Blois valt de stad aan. Tijdens het beleg wordt Robert III van Artesië, vazal van koning Eduard III van Engeland, gewond en sterft kort nadien.
- Vierde fase : Koning Eduard III van Engeland grijpt nu zelf in. Olivier IV de Clisson wordt gevangengenomen. Koning Filips VI van Frankrijk stuurt een troepenmacht van 50 000 man.

## Vervolg
Om een escalatie te voorkomen stuurde Paus Clemens VI gezanten om te onderhandelen. Op 13 januari 1343 werd de Vrede van Malestroit getekend. Jan van Montfort en Olivier IV de Clisson werden vrijgelaten. Vannes werd tijdelijk overgedragen aan de pauselijke legaten en de vrede zou drie jaar moeten duren. Koning Filips VI liet op 2 augustus 1343 Olivier IV de Clisson wegens verraad executeren. Jan van Montfort stierf kort na het beleg van Quimper in 1345.